# Gohouo-Zagna
Gohouo-Zagna  è una città e sottoprefettura della Costa d'Avorio appartenente al dipartimento di Bangolo. Conta una popolazione di 17 800 abitanti (censimento 2014).